# Сад (фильм, 1990)
«Сад» (англ. The Garden) — британский артхаусный кинофильм 1990 года режиссёра Дерека Джармена
для Basilisk Communications в сотрудничестве с Channel 4, British Screen и ZDF.
Основное внимание в картине уделяется гомосексуальности и христианству.

## Сюжет
Фильм повествует о судьбе сексуальных меньшинств на протяжении XX века. Картина затрагивает тему противоречий между христианством и гомосексуальностью. Последовательность странных библейских мотивов — Мадонна с ребёнком, пытающаяся убежать от папарацци, Иисус, освистанный толпой, — всё это на фоне техногенных ландшафтов, разрухи и безжизненных пейзажей. В центре сюжета история двух влюблённых друг в друга молодых мужчин, которые подвергаются аресту, унижениям, пыткам и в конце концов погибают.

## В ролях
- Тильда Суинтон — Мадонна
- Джонни Миллс — Возлюбленный
- Филип Макдональд — Иосиф
- Пит Ли-Уилсон — Дьявол
- Спенсер Ли — Мария Магдалина / Адам
- Джоди Грабер — юноша
- Роджер Кук — Христос
- Кевин Коллинз — Любовник
- Джек Биркетт — Понтий Пилат/Орландо
- Дэун Арчибальд
- Майло Белл
- Вернон Добчефф
- Майкл Гоф
- Мирабель Ла Манчега
- Джессика Мартин

## Критика
Джанет Маслин из «Нью-Йорк Таймс» в 1991 году написала, что фильм представляет собой «совокупность турбулентных образов» и «является своеобразной смесью отражающей способности и ярости». Он «обладает горящей калейдоскопической энергией» и «подлинностью и пафосом собственной ситуации мистера Джармана».
На сайте «Rotten Tomatoes» картина имеет 3 рецензии критиков и все они положительные.